# Batracomorphus tereus
Batracomorphus tereus är en insektsart som beskrevs av Knight 1983. Batracomorphus tereus ingår i släktet Batracomorphus och familjen dvärgstritar. Inga underarter finns listade i Catalogue of Life.